# Castillo de Piedrabuena
El Castillo de Piedrabuena es una edificación defensiva cuyos orígenes se remontan al último tercio del siglo XIII. Se encuentra en el término municipal de San Vicente de Alcántara, provincia de Badajoz, capital de la provincia del mismo nombre, en la Comunidad Autónoma de Extremadura de la que dista unos cincuenta km. En sus proximidades están los pueblos de Alburquerque y Brozas. Pertenece a la comarca de Tierra de Badajoz y al «Partido judicial de Badajoz». Para visitar el castillo, que es de propiedad privada, hay que pedir permiso. Para llegar hasta él, se debe tomar la carretera que, desde Alburquerque, se dirige hacia el norte donde están los pueblos de Herreruela y Alburquerque. Los castillos de la Orden de Alcántara se perdieron como consecuencia de la pérdida de la batalla de Alarcos en 1195 por las fuerzas cristianas y pasaron a dominio musulmán. Cuando las fuerzas cristianas se desplazaron hacia Sierra Morena para combatir a las musulmanas, las vencieron en la Batalla de Las Navas de Tolosa en el año 1212 y recuperaron estos castillos para la cristiandad, entre ellos el Castillo de Piedrabuena.

## Encomienda de Piedrabuena

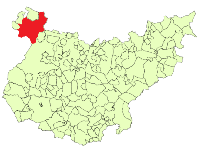
Localización de Alburquerque, junto a la frontera portuguesa.

El pueblo de Piedrabuena, ya desaparecido, tenía tres habitantes en el censo llevado a cabo en 2009. Fue sede de una antigua encomienda de la Orden de Alcántara de España. A la caída del Antiguo Régimen la localidad se constituye en municipio constitucional en la región de Extremadura y desde 1834 quedó integrado en el Partido Judicial de Valencia de Alcántara

## El Castillo
Situado a 10 km de Alburquerque, constituía junto a los castillos de Alburquerque, Azagala, Mayoralgo, Santibáñez y de Portezuelo, una línea de defensiva de protección y seguridad para la zona comprendida entre los ríos Guadiana y Tajo la cual se encuentra muy próxima a la frontera portuguesa. Desde finales del siglo XIII figuraba como una cabeza de la «Encomienda» de la Orden de Alcántara y que tuvo gran importancia, sobre todo en los últimos años del siglo XV y principios del siglo XVI, época en la que era comendador «Frey Antonio Bravo de Jerez» que, además, fue «Gobernador del Partido de Alcántara». Durante su mandato se realizaron un gran número de obras en el castillo, tanto defensivas como de distribución para una mejor habitabilidad y confort de las personas que vivían en su interior.
La parte más antigua que tiene la edificación es de finales del siglo XIV y principios del siglo XV. A principios del siglo XVI se construyeron caballerizas, la «Torre Hueca», y otras dependencias para el personal del castillo. En el año 1547, Pedro de Ybarra, probablemente hijo de Juan de Álava, arquitecto nacido a principios del siglo XVI (en torno al año 1510), en la localidad cacereña de Alcántara, construyó el baluarte en la muralla exterior. En uno de los cubos cilíndricos hay un gran escudo heráldico labrado en piedra con las armas del Emperador Carlos V, las de la «Orden de San Julián de Pereiro» y las de Bravo de Jerez, diseñador de las torres cilíndricas del recinto exterior y que en aquella época era Maestre de la Orden de Alcántara. A mediados y finales del siglo XVI también se acometieron obras importantes en el palacio y fue el «Comendador Pedro Manuel de la Cerda» el principal promotor de estas que consistieron en la panera, la tahona sobre cuya puerta colocó su escudo de armas, y las caballerizas.

Cruz de la Orden de Alcántara

El castillo consta de dos recintos: uno exterior o barbacana de planta aproximadamente cuadrada, con pequeñas torres cilíndricas en las 
esquinas que tienen el escudo del «Comendador Francisco Enríquez» en cada una de ellas, y otro interior . El recinto interior está constituido por cuatro crujías alrededor del patio central. En una esquina se alza la torre del homenaje. En el ángulo noroccidental está la llamada «Torre del Rey», semicilíndrica y albarrana, es decir, una torre que forma parte de un recinto fortificado con el que está comunicado, aunque generalmente exenta de la muralla pero unida a ella mediante un puente o pasadizo fácil de destruir en el caso de que el enemigo tomase esta torre albarrana. Esta torre todavía es transitable por su parte inferior. La torre del ángulo noroeste, llamada «torre de la Cárcel» y la del ángulo suroriental, la «torre del Horno», han recuperado recientemente el pasadizo inferior dando acceso a ellas y aprovechándolas para habitaciones.
Las cuatro torres tienen matacanes en la parte superior pero con el tiempo y con el nuevo destino del castillo, ha desaparecido el estilo militar de fortaleza para ir asemejándose a un edificio habitacional. Durante el siglo XVI también promovieron obras importantes otros comendadores de la Orden de Alcántara como Sebastián de Aguirre, Gaspar López y Alonso Durán. Ya desde entonces las obras eran más palaciegas que militares. Esto mismo le sucedió a la «Torre del homenaje», que su aljibe se usa en la actualidad como almacén. Las plantas superiores de esta torre fueron recientemente acondicionados para uso habitacional. Igualmente ocurrió con las galerías recientemente abiertas al exterior en sus flancos meridional y oriental. El núcleo central del palacio es, probablemente, la zona donde más se denote su carácter residencial, en su patio claustrado, con las restauraciones acometidas en el siglo XX, especialmente en la galería superior que tenía arcos lanceolados, capiteles y balaustradas labradas que se imitaron con un estilo más parecido al neogótico que gótico puro.